# Ediakara végi kihalási esemény

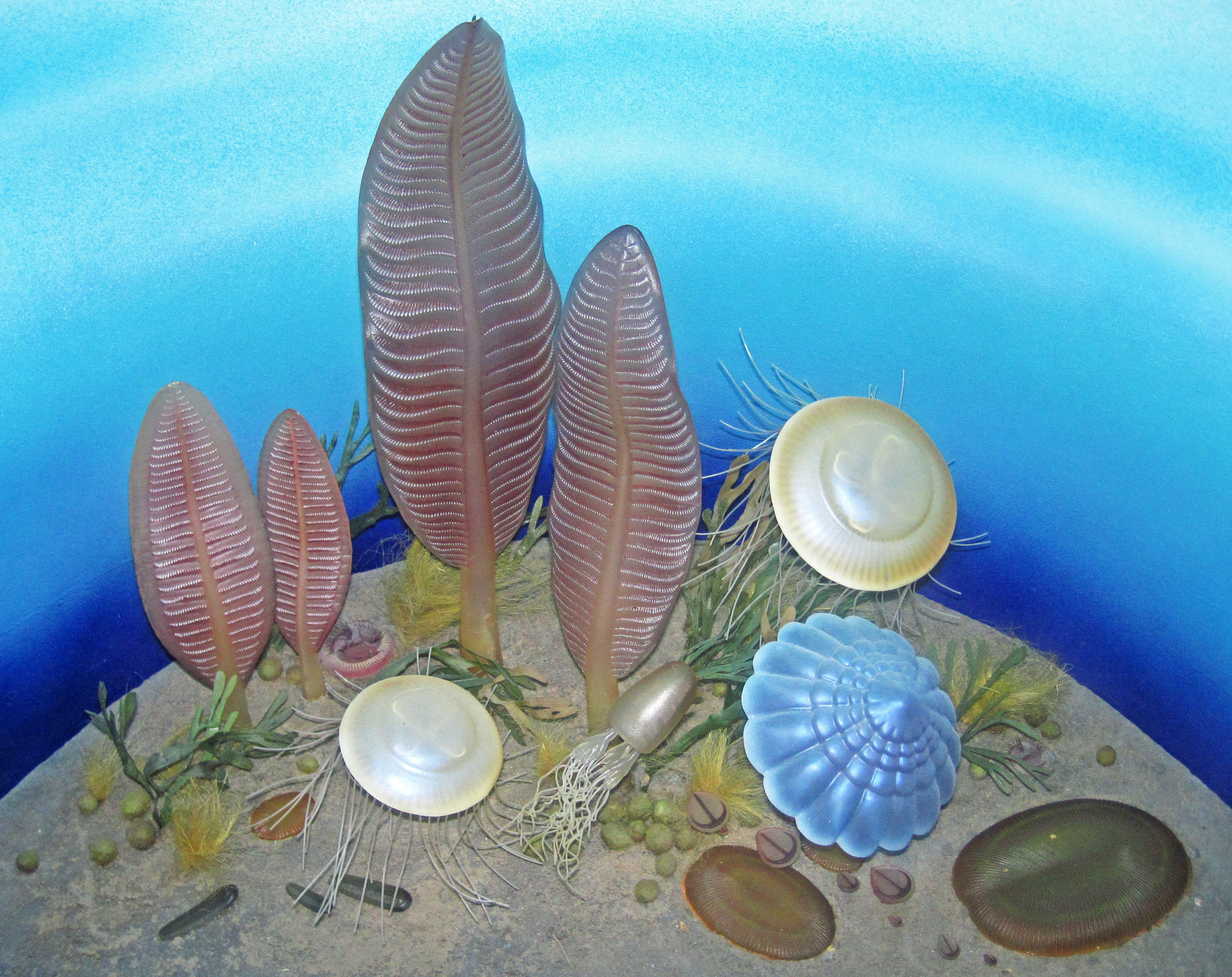
A diorámaképen látható ediakara időszakból származó élőlények legtöbbje ennek az eseménynek a következtében halt ki

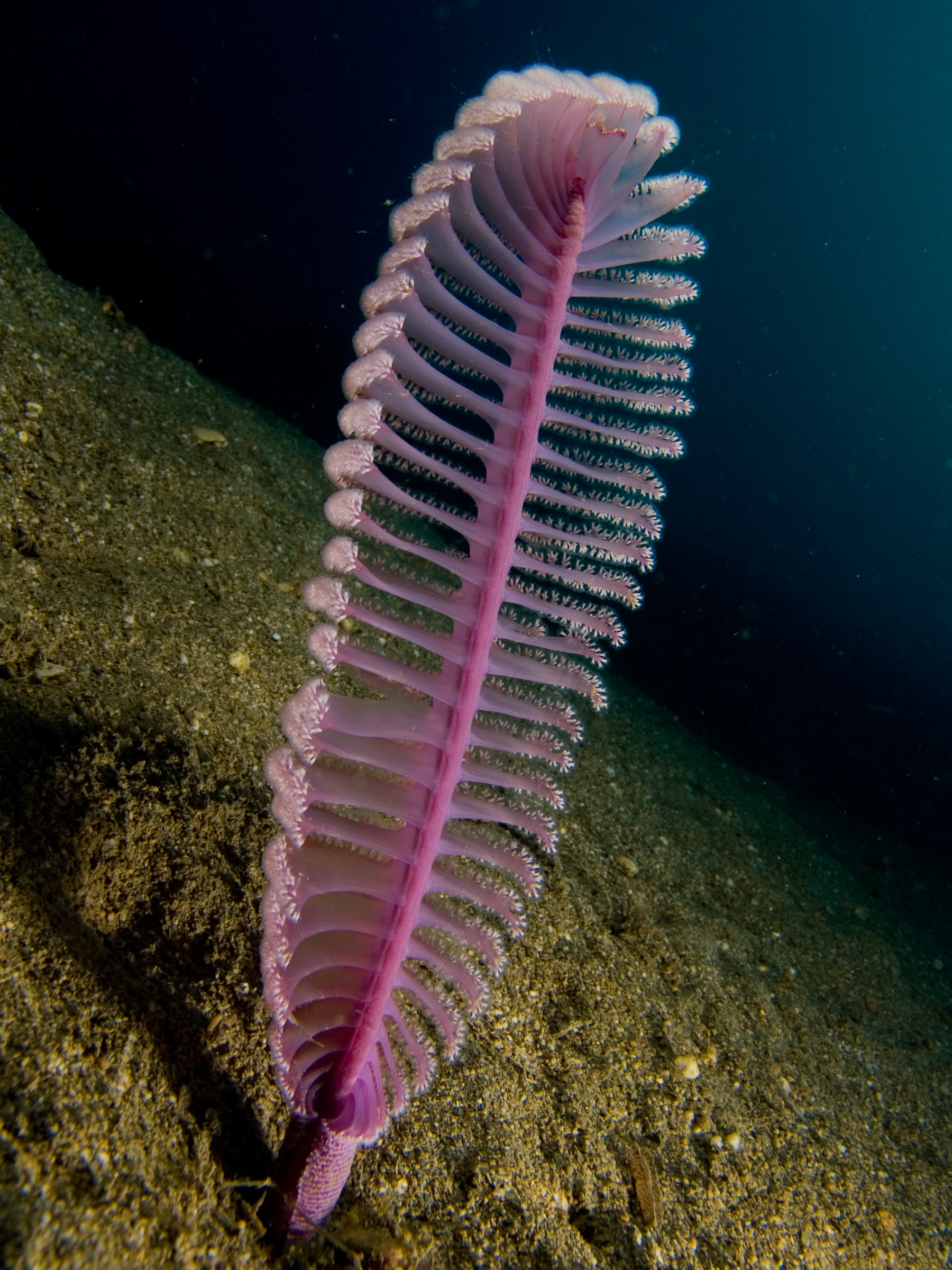
A tengeritollak ma is élő modern csalánozók, amelyek múló hasonlóságot mutatnak a Charnia véglegesen kihalt fajaival

Az ediakara végi kihalási esemény az ediakara időszak végén bekövetkezett tömeges kihalási hullám az élővilágban, ami egyben a Föld történelmében a legelső kihalási esemény volt. E tömegkihalás 540 millió éve történt a késő proterozoikumban, és az ekkor élő többsejtű biológiai organizmusok nagy részét ez pusztította el.

## Kihalt élőlények
Ebben az időben számos állat puhatestű vagy csalánozó volt, míg a többiek nagyrészt passzívak és mozgásra képtelen formái voltak a tengeri életnek, általában levél, lemez vagy cső alakzatban. A kihalt eukarióták közé tartoznak a Dickinsonia, Spriggina, Nimbia és Charnia fajok, de sok taxon túlélte ezt a tömegkihalási katasztrófát.

## Az esemény okai
A namíbiai ediakara korabeli lelőhelyen talált fosszilis maradványok arról tanúskodnak, hogy a nagyjából 540 millió évvel ezelőtt bekövetkezett kambriumi robbanás hatással volt bolygónk korábbi élőlényeire, hiszen az újonnan kifejlődött komplex felépítésű életformák, állatok megjelenése egyre jobban megváltoztatta a környezetet és ezzel előidézték a tömegkihalást. A namíbiai lelőhelyen a mikróbákból kialakult ediakara-fauna fajgazdagsága sokkal szegényesebb volt, ami arra bizonyíték, hogy nagyobb ökológiai stressznek voltak kitéve az akkori élőlények, hiszen csökkent a sokféleségük, így nehezebb volt túlélniük is.